# Raul Brandão
Pour les articles homonymes, voir Brandão (homonymie).
Raul Germano Brandão, né le 12 mars 1867 à Foz do Douro, une freguesia de Porto au Portugal, et mort le 5 décembre 1930 à Lisbonne, est un écrivain journaliste et officier militaire portugais.
Il est remarquable par le réalisme de ses descriptions littéraires et par le lyrisme de sa langue. Brandão est né à Foz do Douro, une paroisse de Porto, où il a passé la majeure partie de sa jeunesse. Né dans une famille de marins, l'océan et les marins sont des thèmes récurrents dans son travail.

## Récompenses et distinctions
- (en) Raul Germano Brandão: Awards, sur l'Internet Movie Database